# Тунияз, Эркин
Эркин Тунияз (уйг. ئەركىن تۇنىياز‎, кит. 艾尔肯·吐尼亚孜 род. декабрь 1961, Аксу, Синьцзян-Уйгурский автономный район) — китайский государственный и политический деятель, председатель Народного правительства Синьцзян-Уйгурского АР с 30 сентября 2021 года.
Депутат Всекитайского собрания народных представителей 13-го созыва. Кандидат в члены ЦК КПК 19-го созыва, член Центрального комитета Компартии Китая 20-го созыва.

## Биография
Родился в декабре 1961 года в уезде Аксу, Синьцзян-Уйгурский автономный район. По национальности — уйгур.
В 1983 году окончил педагогический институт Чанцзи, после окончания остался работать в институте, где занимал должности заместителя секретаря и затем секретаря комитета Коммунистического союза молодёжи Китая. Некоторое время работал в отделе кадров администрации Синьцзян-Уйгурского АР (СУАР). В августе 1992 года направлен в Организационный отдел парткома КПК СУАР, где к октябрю 1999 года дослужился до заместителя заведующего отделом.
В феврале 2005 года переведён в округ Хотан и назначен главой округа и заместителем секретаря хотанского парткома КПК. В январе 2008 года получил назначение на должность заместителя председателя Народного правительства СУАР, одновременно вошёл в состав Постоянного комитета парткома автономного района.
30 сентября 2021 года решением 29-й сессии Постоянного комитета Собрания народных представителей СУАР 13-го созыва назначен временно исполняющим обязанности председателя Народного правительства Синьцзян-Уйгурского АР. Утверждён в должности председателя правительства СУАР на очередной сессии Собрания народных представителей АР.
10 декабря 2021 года Министерство финансов США внесло Эркина Тунияза в список специально обозначенных граждан и заблокированных лиц (SDN).